# Tomadoi Nagara
Tomadoi Nagara (とまどいながら?) è un brano musicale del gruppo musicale giapponese Arashi, pubblicato come loro decimo singolo il 13 febbraio 2003. Il brano è incluso nell'album How's It Going?, quarto lavoro del gruppo. Il singolo ha raggiunto la seconda posizione della classifica Oricon dei singoli più venduti in Giappone, vendendo 175.693. Il brano è stato utilizzato come tema musicale del dorama Yoiko no Mikata con Shō Sakurai.

## Tracce
CD Singolo JACA-5006
1. Tomadoi Nagara (とまどいながら)
2. Fuyu no Nioi (冬のニオイ)
3. Kimi ga Iinda (君がいいんだ)
4. Koigokoro (コイゴコロ)
5. Tomadoi Nagara (Original Karaoke) (とまどいながら)
6. Fuyu no Nioi (Original Karaoke) (冬のニオイ)
7. Kimi ga Iinda (Original Karaoke) (君がいいんだ)
8. Koigokoro (Original Karaoke) (コイゴコロ)
9. Secret Track (Limited Edition only)

## Classifiche
| Classifica (2003) | Posizione più alta |
| ----------------- | ------------------ |
| Giappone (Oricon) | 2                  |